# Fargas
Pour les articles homonymes, voir Fargas (homonymie).

Fargas est une série télévisée française réalisée par Charlotte Brändström et Didier Delaître diffusée dans les années 2000. La série a été diffusée sur TF1.

## Synopsis
Le commandant Emilio Fargas dirige le groupe crim' de la 7e DPJ de Paris avec son adjoint et ami le capitaine Delcour sous les ordres du commissaire Vénère.

## Fiche technique
- Réalisation : Charlotte Brändström et Didier Delaître
- Scénario : Michel Alexandre
- Durée : 90 minutes

## Distribution
- Guy Marchand : Fargas
- Pierre Laplace : Delcourt (adjoint de Fargas)
- Gabrielle Forest : Patricia (femme de Fargas)
- Agnès Delachair : Carole (fille de Fargas)
- Anne Marivin : Sophie (lieutenant de Fargas) (3 épisodes)
- Shirley Bousquet : Valérie (lieutenant de Fargas) (1 épisode)
- Stéphane Brel : Frayssinet (lieutenant de Fargas) (1 épisode)
- Raphaël Personnaz : Arnoux (lieutenant de Fargas) (3 episodes)
- Yves Pignot : Vénère (commissaire de Fargas) (seulement le pilote)
- Matthieu Carel : Figurant

## Liste des épisodes

### Pilote (2003)
1. La Loi du sang

### Première saison (2004)
1. Pour solde de tout compte
2. Meurtre sans intention

### Seconde saison (2005)
1. Fashion victime
2. Comme un chien